# Zilele eclipsei
Zilele Eclipsei (în rusă Дни затмения) (alte denumiri Dni Zatmenija sau Días de eclipse) este un film sovietic din 1988 regizat de Aleksandr Sokurov. Scenariul este scris de Yuri Arabov și Pyotr Kadochnikov, bazat pe un scenariu de Arkadi și Boris Strugațki, care la rândul său se bazează pe romanul fraților Strugațki Un miliard de ani înainte de Apocalipsă (în rusă За миллиард лет до конца света).  Filmul a fost produs de Lenfilm și autorul coloanei sale sonore, Yuri Khanin, a primit Premiul Academiei Europene de Film pentru cel mai bun compozitor european.
Filmul, în limbajul alegoric al științifico-fantasticului, prezintă teroarea statului sovietic printr-o teroare extraterestră, drama rezultând din evoluția relațiilor dintre oameni în atmosfera stranie și primejdioasă a peisajului arid din Turkmenistan.

## Rezumat
Un medic proaspăt absolvent, Dmitri Malyanov, a fost repartizat într-o parte îndepărtată și foarte săracă din Turkmenistanul sovietic. Pe lângă slujba sa ca pediatru, Malyanov face cercetări cu privire la efectele practicii religioase asupra sănătății umane. Cercetările sale au ajuns la concluzia incorectă din punct de vedere politic că această credința religioasă îmbunătățește într-adevăr sănătatea. Cu toate acestea, pe măsură ce încearcă să-și redacteze teza, diverse tipuri de evenimente improbabile, bizare, au loc unul după altul. Malyanov începe să-și dea seama că o anumită forță îl împiedică să-și finalizeze cercetările. 
Narațiunea este realizată într-o manieră semi-documentară, în care cadrele alb-negru (în ton sepia sau cafeniu-închis) și cele color sunt amestecate, uneori schimbând ușor culoarea. Este prezentată viața unui oraș provincial din Turkmenistan (filmările au avut loc în orașul natal al lui Sokurov, Krasnovodsk) pe malul Mării Caspice. În jurul personajului principal se află zeci de copii bolnavi, imagini de coșmar ale unei clinici psihiatrice din deșertul gol: uman și real. Acțiunea are loc pe fundalul unei amestecări dense de sunete (caracteristice lucrărilor timpurii ale lui Sokurov), aparatul radio și muzica simfonică se aud în mod constant în film precum și vorbirea polifonică în cele mai diverse și neașteptate limbi ale lumii.

## Producție
În roman, protagonistul care face această cercetare în astrofizică se confruntă în mod similar cu o forță misterioasă care încearcă să interfereze și să împiedice cercetarea sa. Zilele ecipsei este filmat folosind tehnici cinematografice neobișnuite într-o manieră pe jumătate documentară în care cadrele alb-negru și sepia alternează cu cele color. Sokurov a ales ca loc de filmări orașul din Turkmenistan unde și-a petrecut copilăria ca fiu al unui ofițer al armatei sovietice.
Filmările au avut loc în primăvara și vara anului 1988. 
Ca în majoritatea lucrărilor lui Alexandr Sokurov, mai întâi filmările și apoi filmul editat s-au dovedit a fi foarte îndepărtate nu numai de sursa literară, ci și de scenariul filmului (lucrarea lui Yuri Arabov). Cu toate acestea, frații Strugatsky nu au avut obiecții. 

## Distribuție
Filmul are o distribuție formată din actori amatori.
- Aleksei Ananishnov ca Malyanov
- Eskender Umarov ca Vecherovsky
- Irina Sokolova ca sora lui Malyanov
- Vladimir Zamansky ca Snegovoy
- Kirill Dudkin ca Gluchov
- Aleksei Yankovsky ca tată al lui Snegovoy
- Viktor Belovolsky ca Gubar
- Serghei Krylov ca băiețel

## Lansare
A fost lansat în anul 1988 și a avut parte de un succes comercial modest, fiind vizionat de 700.000 de spectatori în cinematografele din Uniunea Sovietică.

## Premii
- Premiile Academiei Europene de Film (Premiul special pentru cea mai bună muzică) al Academiei Europene de Film din 1988 - acordat compozitorului Yuri Khanin
- Premiul Nika al Uniunii Cinematografilor din URSS pentru cea mai bună lucrare sonoră din 1989 - pentru Vladimir Persov
- Compozitorul Yuri Khanin a fost, de asemenea, nominalizat în 1989 la Premiul Nika pentru cea mai bună muzică.